# Акинф Гаврилович Великий
Аки́нф (Иаки́нф) Гаври́лович Великий († 1304) — боярин князей Андрея Александровича Городецкого и Михаила Ярославича Тверского, сын боярина Гаврилы Алексича, родоначальник дворян Акинфовых, позже разделившегося на несколько боярских родов, представители которых служили великим князьям Московским.

## Биография
Согласно родословным росписям, Акинф был сыном боярина Александра Невского Гаврилы Алексича, убитого, согласно родословным, в 1241 году.
Об Акинфе известно не очень много. Вместе с братом Иваном Морхиней он служил одному из сыновей Александра Невского, князю Андрею Александровичу Городецкому, который стал (1294) Великим князем Владимирским.
В Симеоновской и Никоновской летописях в статье (1305), говорится о том, что Акинф после смерти князя Андрея (1304 год) отъехал со своими родными и челядью к тверскому князю Михаилу Ярославичу, который был утверждён в Орде новым великим князем Владимирским. Согласно тем же летописям, в том же году Акинф желал вернуть в подчинение великого князя Переяславское княжество, присоединённое к Московскому княжеству князем Даниилом Александровичем (1302). Однако поход окончился неудачно. В Переяславле наместником сидел Иван, второй сын умершего († 1303) Даниила Московского. Полки Акинфа осадили Переславль, однако в результате произошедшей битвы войско Акинфа потерпело поражение, а сам Акинф вместе с зятем Давыдом Давыдовичем погиб. Иллюстрированная «Повесть о убиении Акинфа, боярина тверского» входит в Лицевой летописный свод (Остермановский 1-й том).
Расширяет рассказ Симеоновской и Никоновской летописей о гибели Акинфа родословная легенда Квашниных, помещённая в Новгородской четвёртой летописи по списку Дубровского. Согласно ей на выручку Ивану пришёл московский полк, который возглавлял боярин Родион Несторович и именно он убил Акинфа. Эту информацию подтверждает родословная роспись Свибловых, потомков Акинфа.
Однако существуют хронологические противоречия между двумя версиями. Согласно родословной легенде Квашниных, Родион Несторович выехал в Москву (1332) на службу к великому князю. А поход Акинфа и его гибель относится (1336/1337), что противоречит дате Симеоновской и Никоновской летописей — (1304). На это противоречие обратил внимание С. Б. Веселовский, однако он посчитал правильной датой смерти Акинфа (1304). По мнению Веселовского, столкновение Родиона Несторовича (1336/1337) могло произойти с сыновьями Акинфа, которые выехали из Твери в Москву. А по мнению князя П. Долгорукого, выезд Родиона Несторовича относится к 1300 году. Однако некоторые историки принимают версию родословной Квашниных. Так, Ю. В. Коновалов считает, что Акинф погиб в 1336/1337 г. Также он сомневается в том, что отцом Акинфа мог быть Гаврила Алексич, опираясь при этом как на хронологические соображения (между годом смерти Гаврилы Алексича (1241) и первым годом упоминания Акинфа (1304) довольно большой промежуток), так и на сообщения приводимого С. Б. Веселовским синодика Переяславского Горицкого монастыря, в котором в качестве самого раннего предка Ивана Андреевича Чулкова и Александра Упина-Слизнева самым ранним назван Гаврила, а имя Акинфа отсутствует. По мнению Коновалова, отцом Акинфа Великого и Ивана Морхини был Гавриил, родоначальник Кутузовых.
По мнению А. А. Горского, победителем Акинфа Гавриловича в 1304 году являлся отец Родиона Несторовича, Нестор Рябец.
Акинф является родоначальником рода Акинфовых (в старину Окинфовых), вскоре разделившегося на несколько московских боярских родов. От него произошли: Челядины, Хромые-Давыдовы, Бутурлины, Свибловы, Каменские, Курицыны, Замыцкие, Застолбские, Слизневы, Жулебины, Чоботовы, Чулковы.

## Брак и дети
Имя жены Акинфа неизвестно. Дети:
- Фёдор († после 1340), боярин, воевода
- Иван († после 1349), боярин, воевода
- дочь; муж: Давыд Давыдович († 1304)
- дочь; муж: Родион Несторович

## В искусстве
Акинф Великий является одним из действующих лиц в романах Дмитрия Балашова «Младший сын» и «Великий стол» из цикла «Государи Московские».